# Hetemit
Hetemit bezeichnet in der ägyptischen Mythologie den in der Duat liegenden Ort der Vernichtung. Es ist der geheime Platz im Jenseits, wo Feinde der Götter oder die Verstorbenen gerichtet beziehungsweise vernichtet werden. Insbesondere im Zusammenhang mit dem altägyptischen Totengericht bezüglich des Totenbuchspruches 125 erfahren die Toten, die das negative Sündenbekenntnis nicht erfolgreich ablegten, den zweiten Tod. Ein Übertritt der Ba-Seele des Verstorbenen nach Sechet-iaru war so unmöglich.